# Мост Гарибальди
Мост Гарибальди (итал. Ponte Garibaldi) — автомобильно-пешеходный мост через Тибр в Риме, соединяющий Лунготевере де Ченчи с площадью Джузеппе Джоаккино Белли, в районах Регола и Трастевере. Длина моста около 120 метров.

## Описание
Мост построен между 1884 и 1888 годами по проекту инженера Анджело Весковали, который являлся руководителем коммунального хозяйства города. Одним из решающих моментов в данном случае сыграло возведение железнодорожного вокзала Трастевере. Мост Гарибальди построили в кратчайшие сроки и открыли 6 июня, приурочив дату к 27-й годовщине объединения Италии. Сам мост был посвящён одному из лидеров итальянского Рисорджименто, полководцу, революционеру и политику Джузеппе Гарибальди.
Первоначально этот мост являлся третьим по размерам в Европе после двух мостов Парижа (моста Менял и моста Александра III). Переправу украшали четыре колонны, на вершине которых располагалась сфера с высеченными именами участников боёв и значимые даты.
В период с 1955 по 1957 год мост был расширен и перестроен по проекту Джулио Кралла, что способствовало его продлению в сторону района Трастевере. Два первоначальных металлических пролёта, покоящихся на центральной опоре и двух опорах меньшего размера, покрытых травертином, были перестроены из железобетона. После ремонта мост лишился своих изящных деталей.
На уровне реки центральный пилон соединен с островом Тибр искусственной набережной.

## Транспорт
По мосту ходят трамвай №8, а также автобусы №H, №780 и №781.